# Hrabstwo Macon (Illinois)
Hrabstwo Macon – hrabstwo w USA, w stanie Illinois, według spisu z 2000 roku liczba ludności wynosiła 114 706. Siedzibą hrabstwa jest Decatur.

## Geografia
Według spisu hrabstwo zajmuje powierzchnię 1516 km², z czego 1504 km² stanowią lądy, a 12 km² (0,83%) stanowią wody. Hrabstwo Macon nazywane jest często Sercem Illinois, jako że znajduje się w centralnej części stanu.

### Sąsiednie hrabstwa
- Hrabstwo DeWitt – północ
- Hrabstwo Piatt – północny wschód
- Hrabstwo Moultrie – południowy wschód
- Hrabstwo Shelby – południe
- Hrabstwo Christian – południowy zachód

Stan Illinois na mapie USA

- Hrabstwo Sangamon – zachód
- Hrabstwo Logan – północny zachód

## Historia
Hrabstwo Macon powstało 19 stycznia 1829 roku z terenów hrabstwa Shelby. Swoją nazwę obrało na cześć Nathaniela Macona, uczestnika wojny o niepodległość Stanów Zjednoczonych oraz senatora Stanów Zjednoczonych z Północnej Karoliny przed 1828 roku.

## Demografia
Według spisu z 2000 roku hrabstwo zamieszkuje 114 706 osób, które tworzą 46 561 gospodarstw domowych oraz 30 963 rodzin. Gęstość zaludnienia wynosi 76 osób/km². Na terenie hrabstwa jest 50 241 budynków mieszkalnych o częstości występowania wynoszącej 33 budynków/km². Hrabstwo zamieszkuje 83,48% ludności białej, 14,06% ludności czarnej, 0,17% rdzennych mieszkańców Ameryki, 0,57% Azjatów, 0,02% mieszkańców Pacyfiku, 0,33% ludności innej rasy oraz 1,36% ludności wywodzącej się z dwóch lub więcej ras, 0,98% ludności to Hiszpanie, Latynosi lub inni.
W hrabstwie znajduje się 46 561 gospodarstw domowych, w których 29,60% stanowią dzieci poniżej 18 roku życia mieszkający z rodzicami, 50,70% małżeństwa mieszkające wspólnie, 12,20% stanowią samotne matki oraz 33,50% to osoby nie posiadające rodziny. 28,80% wszystkich gospodarstw domowych składa się z jednej osoby oraz 11,60% żyje samotnie i ma powyżej 65 roku życia. Średnia wielkość gospodarstwa domowego wynosi 2,39 osoby, a rodziny wynosi 2,93 osoby.
Przedział wiekowy populacji hrabstwa kształtuje się następująco: 24,60% osób poniżej 18 roku życia, 9,80% pomiędzy 18 a 24 rokiem życia, 26,40% pomiędzy 25 a 44 rokiem życia, 24,00% pomiędzy 45 a 64 rokiem życia oraz 15,20% osób powyżej 65 roku życia. Średni wiek populacji wynosi 38 lat. Na każde 100 kobiet przypada 91,20 mężczyzn. Na każde 100 kobiet powyżej 18 roku życia przypada 87,50 mężczyzn.
Średni dochód dla gospodarstwa domowego wynosi 37 859 USD, a średni dochód dla rodziny wynosi 47 493 dolarów. Mężczyźni osiągają średni dochód w wysokości 39 107 dolarów, a kobiety 22 737 dolarów. Średni dochód na osobę w hrabstwie wynosi 20 067 dolarów. Około 9,30% rodzin oraz 12,90% ludności żyje poniżej minimum socjalnego, z tego 12,90% poniżej 18 roku życia oraz 8,20% powyżej 65 roku życia.

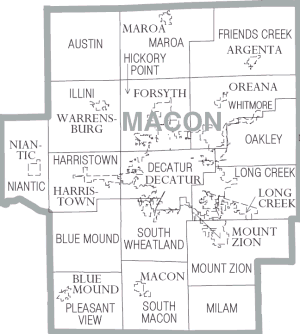
Mapa Hrabstwa Macon

## Miasta
- Boody (CDP)
- Decatur
- Macon
- Maroa

## Wioski
- Argenta
- Blue Mound
- Forsyth
- Harristown
- Long Creek
- Mount Zion
- Niantic
- Oreana
- Warrensburg